# Problém kvantového smazávání
Kvantová guma je fyzikální, dvojštěrbinový experiment, který demonstruje několik zákonů kvantové mechaniky.
Máme-li kvantový systém, který se může nacházet v několika pro nás nerozlišitelných stavech, nachází se tento systém v kvantové superpozici všech těchto stavů. Tuto superpozici lze popsat vlnovou funkcí systému. 
Získáme-li však nějakým způsobem informaci o stavu systému, dojde k redukci jeho vlnové funkce a změní se tak jeho povaha. Kvantová guma pak dělá to, že "maže" (odtud analogie s klasickou mazací gumou) naši informaci o kvantovém stavu systému a navrací ho tak zpět do stavu superpozice.

## Dvojštěrbinový (Double-slit) experiment
Princip kvantového gumování si nejlépe ukážeme na dvojštěrbinovém experimentu.

### Klasický experiment
Částice vylétají ze zdroje a skrz dvojštěrbinu dopadají na stínítko. Amplitudy pravděpodobnosti pro jednotlivé štěrbiny jsou (použijeme-li Diracovo označení)
{\displaystyle \varphi _{1}=<1|Z><P|1>}
neboli částice vyletí ze zdroje Z, proletí štěrbinou 1 a dopadne do místa P na stínítku a obdobně pro druhou štěrbinu.
{\displaystyle \varphi _{2}=<2|Z><P|2>}
Celková amplituda pravděpodobnosti pro částici v místě P na stínítku pak je součtem těchto dílčích amplitud pravděpodobnosti
{\displaystyle \psi =\varphi _{1}+\varphi _{2}}
Částice je tak v superpozici stavů "proletěla štěrbinou 1" a "proletěla štěrbinou 2".
A pravděpodobnost dopadu částice na toto místo je kvadrátem absolutní hodnoty této amplitudy pravděpodobnosti (protože je vlnová funkce komplexní, dostáváme komplexně sdružené členy při mocnění dvojčlenu)
{\displaystyle P=|\psi |^{2}=|\varphi _{1}+\varphi _{2}|^{2}=|\varphi _{1}|^{2}+|\varphi _{2}|^{2}+\varphi _{1}^{*}\varphi _{2}+\varphi _{2}^{*}\varphi _{1}}
Jak vidíme, první dva členy jsou pravděpodobnosti od dvou štěrbin, jako by se jednalo o dva nezávislé zdroje částic. Druhé dva členy jsou však evidentně něčím "neklasickým". Jedná se o interferenční členy, které jsou zodpovědné za interferenci vlnových funkcí částice. V klasickém interferenčním experimentu říkáme, že interferuje vlnění ze štěrbin a dochází ke vzniku interferenčních proužků. V kvantové fyzice však můžeme nechat štěrbinami prolétávat částice jednu po druhé. Částice tak vlastně prolétávají současně oběma štěrbinami a interferují samy se sebou. Kdybychom zaznamenávali místo dopadu částice na stínítko, získali bychom známý interferenční obrazec - interferenční proužky.

### Detekce dráhy částice
Nyní si představme, že začneme detekovat, kterou štěrbinou částice proletěla. Mohli bychom například svítit světlem na štěrbiny a dívat se, za kterou z nich uvidíme záblesk. Jednotlivé dráhy částic jsou najednou rozlišitelné, a proto i jejich amplitudy pravděpodobnosti jsou rozlišitelné konečné stavy, které lze jako takové sčítat
{\displaystyle \psi =|\varphi _{1}|^{2}+|\varphi _{2}|^{2}}
Porovnáním s pravděpodobností experimentu bez detektorů snadno nahlédneme, že interferenční člen zmizel. Jinými slovy jsme zredukovali vlnovou funkci částice a proto zmizela interference. Částice už jednoduše nemůže prolétávat oběma štěrbinami současně (jinak bychom ji detekovali dvakrát, což nelze, je to přece jen jedna částice) a tak nemůže ani interferovat sama se sebou. Interferenční proužky zmizí.

#### Kvantové gumování
Nyní si představme, že za štěrbiny umístíme zařízení, které s mírou e kde {\displaystyle e=0} znamená nulové a {\displaystyle e=1} úplné vymazání, maže naši informaci o dráze částice. V případě záblesků by se mohlo jednat např. o spojnou čočku, která by ze záblesků z obou štěrbin dělala jeden. Amplitudy pravděpodobnosti pro průchod částice štěrbinami pak budou
{\displaystyle \varphi _{1e}=\varphi _{1}+e\varphi _{2}}
{\displaystyle \varphi _{2e}=\varphi _{2}+e\varphi _{1}}
Jinak řečeno je do stavu 1 s pravděpodobností e přimíchán stav 2 a naopak. Celková pravděpodobnost dopadu částice na stínítko pak bude
{\displaystyle P=(|\varphi _{1}|^{2}+|\varphi _{2}|^{2})(1+e^{2})+2e(\varphi _{1}^{*}\varphi _{2}+\varphi _{2}^{*}\varphi _{1})}
Jak je vidět, vše závisí na parametru e. Máme-li {\displaystyle e=0}, tedy nulové gumování, dostáváme stejnou pravděpodobnost jako v případu s detektory, tedy žádnou interferenci. Čím větší je však e, tím větší váhu získává interferenční člen. Konečně pro {\displaystyle e=1} je veškerá naše informace o dráze částice vymazána a dostáváme úplnou interferenci. Tomuto procesu se říká kvantové gumování a zařízení, které ho provádí, kvantová guma.